# Комунікативна дія
Комунікативна дія — теорія німецького філософа і соціолога Юрґена Габермаса, спрямована на інтегративне розуміння соціальної реальності. Відповідно до цієї теорії, комунікативна модель націлена на перегляд і оновлення класичного поняття раціональності, а також на визначення масштабів критичної оцінки соціального устрою. Твір, відповідно до задуму автора, повинен був стати підставою соціальної теорії широкого масштабу. Однойменна праця побачила світ в 1981 році, проте Габермас продовжував розвивати теорію і в наступних роботах.
У першій частині своєї праці Габермас, дотримуючись феноменологічної традиції, формулює поняття «життєвого світу» (Lebenswelt) — світу дії, загального для всіх людей. Габермас аналізує формування образів і картин світу з міфологічного підходу до нього, зокрема — досліджуючи його альтернативи (відкритість-замкнутість; однобічність-багатосторонність; егоцентризм-світоцентризм пізнання і т.л.). Здійснює цей аналіз на основі творів Леві-Брюля, Кассірера і Леві-Строса.
В умовах постмодерністського західного суспільства комунікативна раціональність витісняється раціональністю економічною і адміністративною, і в цьому, з точки зору Габермаса, є причина несправедливості і кризовості сучасного суспільства.